# Логор Мањача
Мањача је био концентрациони логор  који се налазио на планини Мањачи у близини града Бање Луке у сјеверној Босни и Херцеговини током рата у БиХ и рата за независност Хрватске од 1991. до 1995. године. Логор су основали Југословенска народна армија (ЈНА) и власти Републике Српске (РС) и коришћен је за прикупљање и затварање хиљада мушкараца заробљеника бошњачке и хрватске националности.
Логор је затворен под међународним притиском крајем 1993. године, али је поново отворен у октобру 1995. године. Тада је процењено да је кроз логор прошло укупно између 4.500 и 6.000 несрба, првенствено са подручја Санског Моста и Бањалуке.
Почетком 1996. године, бивши концентрациони логор и суседни војни логор отворени су особљу ИФОР-а за инспекцију након Дејтонског споразума.

## Позадина
Логор Мањача је почео са радом током хрватског рата између ЈНА и хрватских снага 1991. године. Тада су у логору држани бројни хрватски ратни заробљеници. Почетком рата у Босни почетком 1992. године логор је почео да прима заточенике претежно бошњачке националности.
Према подацима Међународног комитета Црвеног крста, у логору Мањача је било 3.737 затвореника. Тачан број људи који су били у овом логору је непознат јер су заточеници континуирано премештани између других логора укључујући логор Омарска, логор Трнопоље и логор Кератерм. Логор је био место кршења људских права, односно редовног и систематског премлаћивања и убијања заточеника, што је резултирало оптужницама и осудама од стране Хашког трибунала Уједињених нација за бившу Југославију. Већина извештаја указује да су у логору били мушки затвореници свих узраста, али углавном између 18 и 60 година. Међутим, постоје наводи да је у рано пролеће 1992. године у логору држано и силовано више жена.
Према извјештају Комисије Уједињених нација за људска права, администратори овог објекта, који су били службеници Војске РС, тврдили су да су заробљеници били ратни заробљеници. Међутим, други посматрачи сматрају да већина њих вероватно никада није носила оружје, те да су заточени само зато што су их старост и бошњачко национално порекло чинили потенцијалним борцима у очима српских власти.
У заточеничким објектима, многи затвореници су убијени, мучени и подвргнути другим нечовјечним поступањима снага РС-а, посебно усмјерених на истакнуте појединце, као што су интелектуални, професионални, пословни, политички и вјерски лидери. У најмању руку, у периоду од краја маја 1992. до почетка августа 1992. године умрло је стотине заточеника, од којих је идентитет многих познат. Скоро сви преживели су на крају присилно пребачени или депортовани са тог подручја.

## Пресуда МСП
Међународни суд правде (ИЦЈ) представио је своју пресуду у предмету о наводном геноциду у Босни 26. фебруара 2007. године, у којој је испитао злочине почињене у логорима, укључујући Мањачу, у вези са чланом 2 (б) Конвенције о геноциду. Суд наводи да иако је постојало систематско пребијање, мучење и силовање жртава у логорима, које је стварало огромне физичке и менталне последице, до геноцида није дошло. Наводи се даље да су поменути поступци: ратни злочини и злочини против човечности.

## Недавни догађаји
Неки од званичника РС одговорних за вођење логора од тада су оптужени за геноцид, злочине против човјечности и ратне злочине, укључујући Миломира Стакића и Стојана Жупљанина. Неки су осуђени док други још чекају суђења у МКСЈ.